# 勇者斗恶龙 怪兽战斗之路
《勇者斗恶龙 怪兽战斗之路》是以《勇者斗恶龙VIII》为基础的日本街机游戏。在游戏中玩家将与怪兽战斗，并可赢得印有它们数据的真实卡片.。游戏于2007年在日本发行并使用Taito Type X系统。在2009年东京的Jump嘉年华上，续作《勇者斗恶龙 怪兽战斗之路II 传说》（Dragon Quest Monster Battle Road II Legend）的消息公布，系列第三作，《传说》Wii移植版《勇者斗恶龙 怪兽战斗之路 胜利》（Dragon Quest Monster Battle Road Victory）的消息于2010年公布。《扫描仪》（スキャナー）预定于2016年发行。

## 系统
游戏是以勇者斗恶龙系列游戏的怪物和勇者为基础的战斗。战斗发生在一个竞技场中，怪物可以从游戏里或玩家插入机器的卡中选择。战斗非常简单，而且只使用双按键系统。机器在玩家开始比赛时给玩家一张免费卡片。这些卡片可以在战斗中使用，如果玩家拥有一张稀有卡，就可以在战斗中发动一个特殊攻击。
在游戏《胜利》中，玩家必须通过DSiWare摄像头或移动电话拍一张《传说》卡片的照片，并通过另行销售的扫描工具发送到一个虚拟相册中。之后这些卡片就可以在《胜利》中使用了。游戏加入了一个玩家单对单或双对双的对战功能，这可以在一台游戏机或是网络上进行。

## 开发
最开始的《战斗之路》由Rocket Studio开发并发行于2007年6月，而《传说》发行于2009年9月。《胜利》由Eighting开发并发行于2010年7月。有描述称系列是受到世嘉卡带驱动街机游戏《時尚魔女 LOVE AND BERRY》成功的启发，并以年轻儿童为目标对象。史克威尔艾尼克斯为《胜利》特别发行了一个Wii控制器，控制器售价在推出时售价12,800日圆。

## 评价
截至2008年3月，《勇者斗恶龙 怪兽战斗之路》带来了4.5亿日圆的收入。在之后的六个月中，即2008年4月至9月，其为史克威尔艾尼克斯带来了1.6－1.7亿日元的额外收入。
截至2010年5月，史克威尔艾尼克斯为前两部游戏发出了超过2亿张的卡片。《胜利》在发售首周售出了136,000万套，成为继《火焰之纹章：新·纹章之谜 ～光与影的英雄～》后第二畅销的游戏.。八月中旬是游戏最后一次品牌在日本周销量榜前十名，那时售出了220,000多份。